# Patrick Tuipulotu
Patrick Tito Tuipulotu (Christchurch, 23 de enero de 1993) es un jugador neozelandés de rugby que se desempeña como segunda línea y juega en los Blues del Super Rugby. Es internacional con los All Blacks desde 2014.

## Selección nacional
Steve Hansen lo convocó a los All Blacks para disputar los test matches de mitad de año 2014 y debutó contra la Rosa.
En total lleva hasta el momento 21 partidos jugados y tres tries marcados (15 puntos).

## Palmarés
- Campeón de The Rugby Championship de 2014, 2016, 2017 y 2018.